# Zeyyat Selimoğlu
Zeyyat Selimoğlu (Estambul, 31 de marzo de 1922- ibidem, 1 de julio de 2000) era un escritor y traductor turco.
Estudió en la Deutsche Schule Istanbul y derecho en la Universidad de Estambul.
Tradujo al turco a Heinrich Böll, Friedrich Dürrenmatt o Johann Wolfgang von Goethe.

## Premios
- 1970: Sait Faik Hikâye Armağanı